# Frauenbewegung im Vereinigten Königreich
Die Frauenbewegung im Vereinigten Königreich ist Teil der globalen Frauenbewegung, die eine politische, gesellschaftliche und wirtschaftliche Gleichstellung von Frauen und Männern anstrebt.

## Historische Forderungen

### Recht auf Bildung und Eigentum
1792 erregte das Buch „A Vindication of the Rights of Woman“ von Mary Wollstonecraft großes Aufsehen. Darin forderte sie eine Gleichstellung von Mann und Frau, vor allem im Hinblick auf Bildung und Erziehung. Das Werk gilt bis heute als eine der ersten europäischen Schriften des Feminismus und die Autorin somit als eine der ersten bedeutenden Feministinnen.
1855 kamen erstmals britische Frauenrechtlerinnen zusammen für die Forderung des Eigentumsrechts, jedoch erfolglos, da der Großteil der Öffentlichkeit kein Interesse an den Rechten der Frau hatte.
Im Jahr 1869 veröffentlichte der britische Philosoph John Stuart Mill sein Werk „Die Hörigkeit der Frau (The Subjection of Women)“. In diesem appelliert er, ein veraltetes Frauenbild abzulegen und eine Verwirklichung von Freiheit und individuellen Rechten der Frau anzustreben.
Im gleichen Jahr gründete Emily Davies das Girton College als erstes Frauencollege in Cambridge. Es ermöglichte erstmals eine höhere akademische Bildung für Frauen. Jedoch konnten es sich nur wenige Frauen leisten. Im Jahr 1910 studierten dort lediglich 1.000 Studentinnen.
Frauen erlangten ab 1882 die volle Kontrolle über ihren Besitz und ihre Einkünfte in der Ehe mit dem „Married Women’s Property Act“. Bis zur Einführung des Eigentumsgesetzes für verheiratete Frauen wurden jegliche Besitztümer, die die Frau mit in die Ehe einbrachte, dem Mann zugerechnet.

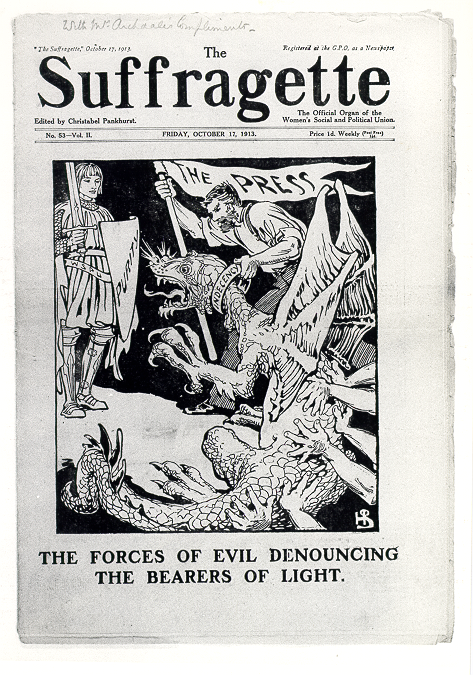
The Sufragette, Organ der Women’s Social and Political Union

### Frauenwahlrecht
Ab dem 19. Jahrhundert durften Frauen sogenannte „Poor Law Guardians“ wählen, die die Einhaltung von geltenden Armengesetzen überwachten.
Das Wahlrecht auf Landesebene wurde abgelehnt, woraufhin sich 1867 das „Manchester Women’s Suffrage Commitee“ (engl. suffrage = Wahlrecht) und noch weitere in anderen Städten gründeten.
1897 schlossen sich die verschiedenen Verbände zur Organisation „National Union of Women’s Suffrage Societies“ zusammen. Mit rund 50.000 Mitgliedern war sie die größte Organisation für das Frauenstimmrecht. Die sogenannten Suffragistinnen versuchten mit friedlichen Mitteln, wie Petitionen, Briefe und Versammlungen, ihr Ziel des Frauenwahlrechts durchzusetzen. Etwa zeitgleich entstand die Gegenbewegung, die Women’s National Anti-Suffrage League, für die sich Mary Augusta Ward besonders einsetzte.
1903 gründete Emmeline Pankhurst die „Women’s Social and Political Union“ (WSPU) in Manchester. Das Vorgehen der Suffragetten war radikaler, beispielsweise demonstrierten sie öffentlich, unterbrachen verschiedene Versammlungen, begingen Sachbeschädigungen und Brandstiftungen und streikten. Mit dem Kriegsausbruch 1914 kam ihr Vorgehen jedoch sofortig zum Stillstand.
Im Jahr 1918 führte man das allgemeine Wahlrecht für Männer und ein eingeschränktes Wahlrecht für Frauen über 30 Jahre ein. Weniger als die Hälfte der Britinnen konnten sich somit politisch mitbestimmen.
Zu einem allgemeinen Wahlrecht für Frauen ab 21 Jahren kam es im Jahr 1928.